# Марія Фуа (маркграфиня Монферрату)
Марія Фуа (1452—1467) дочка графа Фуа Гастона IV і його дружини, королеви Наварри Елеонори І

## Біографія
Марія Фуа народилася 1452 року в столиці графства Каркассонн Каркассонні, Вона була дочкою графа Фуа, Бігорру; князя Андорри Гастона і його дружини, королеви Наварри Елеонори І, Крім неї в сім'ї було ще дев'ятеро дітей.
У віці 13 років, 19 січня 1465 року Марія вийшла заміж за маркграфа Монферрату Вільгельма VIII. Вона стала наймолодшою володаркою титулу маркграфині Монферрату.
Наступного 1466 у віці 14-ти років Марія народила свою першу дочку Іоанну. Вона померла 1467 року внаслідок других пологів, їй було 15 років. Після смерті вона залишила 2-х своїх дочок сиротами.

## Сім'я

### Чоловік

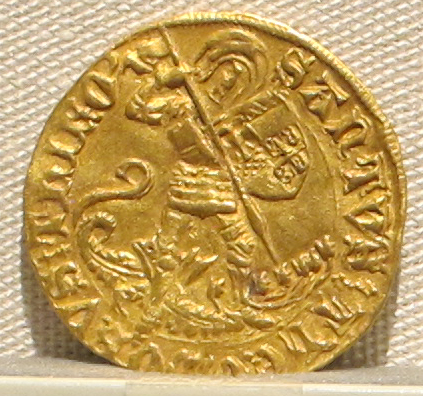
Вільгельм (1420—1483)

- Вільгельм
(1420—1483)

### Діти

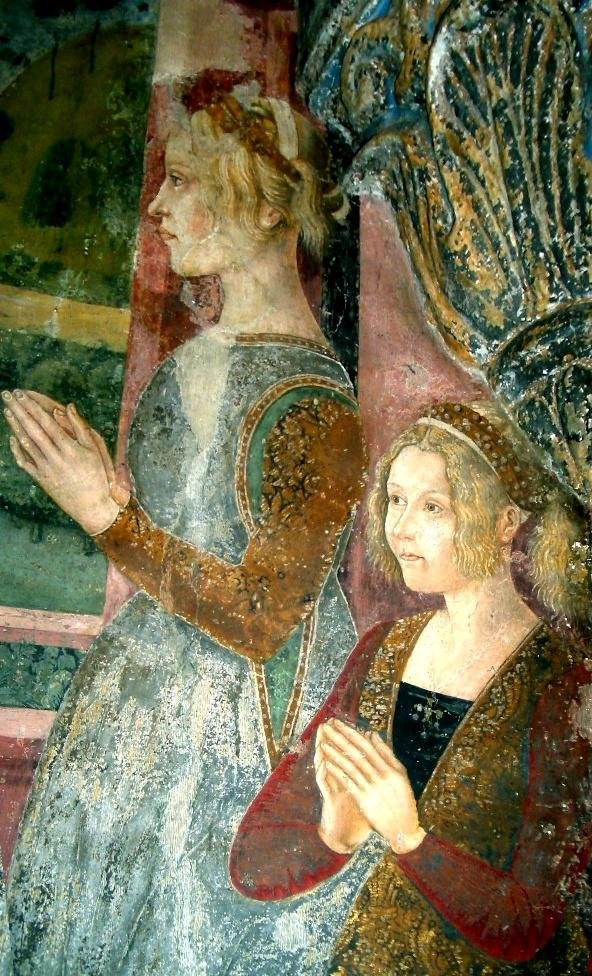
1 Іоанна (1466—1490)
2 Лукреція (1467—1508)